# Biard
Biard é uma comuna francesa na região administrativa da Nova Aquitânia, no departamento de Vienne. Estende-se por uma área de 7,47 km². Em 2010 a comuna tinha 1 863 habitantes (densidade: 249,4 hab./km²).